# 國立臺南特殊教育學校
國立臺南特殊教育學校簡稱南特，為一所位於臺灣臺南市安南區的特殊教育學校，原名國立臺南啟智學校，於2020年8月1日改為現名。校內有幼兒部、國小部、國中部及高職部四個學部。
幼兒部及國小部每班編制有2名教師，國中部及高職部每班3名教師。特教相關專業人員編制有物理治療師1位、職能治療師2位、語言治療師1位、臨床心理師1位、社工師1位及職業輔導員1位。南特的班級運作方式以入班協同及跨專業小組團體為主。

## 外部連結
1. ↑  .   [2020-11-04]. （原始内容存档于2020-08-16）.